# Calceolaria buchtieniana
Calceolaria buchtieniana är en toffelblomsväxtart som beskrevs av Kränzl.. Calceolaria buchtieniana ingår i släktet toffelblommor, och familjen toffelblomsväxter. Inga underarter finns listade i Catalogue of Life.